# Estudio experimental
La investigación experimental es un ensayo epidemiológico, analítico, prospectivo, caracterizado por la manipulación artificial del factor de estudio por el investigador y por la aleatorización (o randomización) de los casos o sujetos en dos grupos, llamados «grupo control» («grupo de control») y «grupo experimental» (o «grupo de experimentación»). La característica de la aleatorización no es imprescindible en el estudio experimental, llamándose entonces estudio cuasiexperimental.

## Técnica del estudio Experimental
- Definición de la población diana (o población de referencia) a la que van a aplicarse los resultados.
- Selección de la población experimental por muestreo aleatorio.
- Identificación de la población participante.
- Distribución aleatoria de los sujetos en los grupos a comparar (que son el grupo de experimentación y el grupo control).
- Puesta en marcha del estudio. Administración del elemento o factor de estudio en el grupo experimental y del placebo o similar en el grupo control.
- Observación y medida de las variables dependientes, según los criterios elegidos en el diseño del estudio.
- Según la cooperación o no de los sujetos en ambos grupos, se crean cuatro subgrupos, al subdividir en dos el grupo experimental y el grupo control.
- Lectura del resultado del estudio y comparación de los resultados de los grupos. Los cuatro subgrupos se transforman en ocho al subdividirlos según conozcan el resultado o no.
- La identidad de los grupos es revelada. Se analizan los resultados y se elaboran conclusiones.

## Ventajas de un estudio experimental
- Mayor control de las posibles alteraciones en los resultados del estudio, ya que la aleatorización difumina la acción de las variables de confusión.
- Proporcionan la evidencia más sólida en la que basar inferencias causales.
- Pueden ser el único diseño posible para una pregunta o hipótesis de investigación.
- A veces proporcionan una respuesta más rápida y barata a una pregunta o hipótesis de investigación que un estudio observacional.[1]

## Inconvenientes de un estudio de intervención
- Suelen ser costosos y requieren de mucho tiempo.
- Muchas preguntas de investigación no se pueden responder adecuadamente mediante un ensayo clínico por problemas éticos porque se sospecha que el tratamiento es peligroso o beneficioso para la salud o por problemas de escasa factibilidad en caso de sucesos raros.
- En general, solo miden la eficacia de la intervención.
- Tienden a responder a preguntas muy específicas sobre un solo factor de riesgo o intervención.
- La aleatorización puede ser imposible cuando se estudian exposiciones del medio ambiente o de comportamiento humano.
- Limitada generalización de los resultados debido a la rigurosa selección en la inclusión de los sujetos en el estudio.[1]

## Tipos de estudios de intervención
- Experimento en laboratorio.
- Ensayo clínico.
- Intervención comunitaria.